# Герники (деревня)
Ге́рники (бел. Гернікі) — деревня в Вензовецком сельсовете Дятловского района Гродненской области Белоруссии. По переписи населения 2009 года в Герниках проживало 16 человек. Площадь сельского населённого пункта составляет 19,10 га, протяжённость границ — 3,45 км.

## Этимология
Название деревни имеет балтийское происхождение и означает «доброжелатели».

## География
Герники расположены в 4 км к югу от Дятлово, 135 км от Гродно, 14 км от железнодорожной станции Новоельня.

## История
В 1624 году упоминаются как Гирники в составе Марковского войтовства Дятловской (Здентельской) волости во владении Сапег.
В 1880 году Герники — деревня в Роготненской волости Слонимского уезда Гродненской губернии (129 жителей). В 1905 году — 149 жителей.
В 1921—1939 годах Герники находились в составе межвоенной Польской Республики. В сентябре 1939 года Герники вошли в состав БССР.
В 1996 году Герники входили в состав колхоза «Красный Октябрь». В деревне имелось 20 хозяйств, проживало 36 человек.